# Tapete
Tapete (njem. Tapette od tal. tappeto od srednjovj. lat. tapetum od grč. τάπης, genitiv τάπητος: prostirač, pokrivač) su presvlake za obljepljivanje različitih površina, najčešće unutarnjih zidova i namještaja. Jednostavnije i jeftinije tapete izrađuju se od mehanički izdržljivoga, često i vodootpornoga papira, koji se oplemenjuje prevlačenjem punilima i sredstvima za učvršćivanje (kazein, kaolin). Na njega se dubokim tiskom nanosi jednobojni ili višebojni uzorak u tiskarskim bojama postojanima na svjetlosti. Papir može biti gladak (satiniran) ili reljefne strukture, koja se postiže utiskivanjem čeličnim valjkom. Danas se više koriste tapete kojih se svojstva te izgled i obojenost površine postižu promjenom oblika ili modifikacijom s pomoću polimernih materijala na bazi vinil-acetata, vinil-klorida, akrilnih estera i drugog.

## Slike
|                 |                 |                 |                 |                 |                 |
| Primjer tapeta. | Primjer tapeta. | Primjer tapeta. | Primjer tapeta. | Primjer tapeta. | Primjer tapeta. |

## Vanjske poveznice
|  | Zajednički poslužitelj ima još gradiva o temi Tapete |